# Torneio Rio-São Paulo de 1958
O Torneio Rio-São Paulo de 1958 foi a décima edição do Torneio Rio–São Paulo, competição de futebol interestadual disputada pelos principais clubes da antiga capital do Brasil, o Rio de Janeiro, no então Distrito Federal, e de São Paulo, no estado de São Paulo. 

## História
o Torneio Rio-São Paulo foi realizado pela primeira vez em 1933, mas só passou a ser disputada anualmente a partir de 1950. Em 1954, o torneio passou a ser oficialmente chamado "Torneio Roberto Gomes Pedrosa", ainda contando apenas com clubes dos dois principais estados brasileiro. A partir de 1967 foi ampliado e não extinto, vindo a contar com a participação de clubes de outros estados, abandonando o nome popular "Rio-São Paulo" e passando a ser chamado apenas de Torneio Roberto Gomes Pedrosa ou Robertão (devido a sua ampliação) e Taça de Prata a partir de 1968, quando foi encampado pela CBD e se tornou o embrião do Campeonato Brasileiro. Em 2011 a então CBF unificou o Robertão a partir de 1967 e considerou os anos anteriores, que contaram com a participação de clubes de apenas dois estados, como competições que vieram a dar origem posteriormente ao campeonato nacional, apontando-os dessa maneira seus boletins oficiais a partir de 1970, que até 1973 apontavam o Robertão e o Campeonato Brasileiro como competições nacionais que indicavam o campeão brasileiro.
O campeão foi o Vasco da Gama, após disputa intensa com o Flamengo pelo título, que levou 129.625 torcedores (120.165 pagantes) no empate por 1 a 1 na penúltima rodada, recorde de público de todos os tempos dessa competição. Na última rodada o Vasco venceu a Portuguesa por 5 a 1 em São Paulo, e como o Flamengo foi derrotado por 3 a 0 pelo Corinthians também na capital paulista, no dia anterior, o Vasco da Gama sagrou-se campeão.

## Partidas
| [ 1 ]       | AME | BOT | COR | FLA | FLU | PAL | POR | SAN | SÃO | VAS |
| America     | —   |     |     | 3-2 |     |     | 2-1 | 3-5 |     |     |
| Botafogo    | 7-3 | —   | 3-2 |     | 1-1 | 3-2 |     |     | 2-5 |     |
| Corinthians | 2-1 |     | —   | 3-0 |     | 2-1 | 0-0 | 2-1 | 1-1 | 1-3 |
| Flamengo    |     | 4-0 |     | —   | 1-0 | 6-2 | 4-2 |     |     |     |
| Fluminense  | 3-1 |     | 1-1 |     | —   |     |     |     | 2-1 |     |
| Palmeiras   | 0-2 |     |     |     | 2-1 | —   | 3-0 |     |     | 4-2 |
| Portuguesa  |     | 2-1 |     |     | 0-1 |     | —   | 3-2 |     | 1-5 |
| Santos      |     | 1-1 |     | 2-3 | 3-0 | 7-6 |     | —   |     |     |
| São Paulo   | 4-0 |     |     | 2-3 |     | 5-2 | 4-4 | 4-2 | —   | 2-3 |
| Vasco       | 1-0 | 4-2 |     | 1-1 | 6-1 |     |     | 1-0 |     | —   |

### Jogo do título
| 6 de Abril de 1958 | Portuguesa | 1 – 5     | Vasco da Gama                                         | Pacaembu - São Paulo                                                             |
| 16:00 (UTC−3)      | Ocimar 83' | Relatório | Vavá 4' · Almir 5' · Almir 28' · Vavá 49' · Almir 85' | Público: 20,000 presentes Renda: Cr$ 445.100,00 Árbitro: João Etzel Filho - FIFA |

| Portuguesa | Vasco |

| GOL            | 1  | Carlos Alberto |
| LD             | 2  | Djalma Santos  |
| ZAG            | 3  | Juths          |
| ZAG            | 4  | Mário Ferreira |
| LE             | 6  | Odorico        |
| VOL            | 5  | Hermínio       |
| MEI            | 7  | Hélio          |
| MEI            | 8  | Ipojucan       |
| ATA            | 11 | Ocimar         |
| ATA            | 10 | Liminha        |
| ATA            | 9  | De Carlo       |
| Substituições: |    |                |
| ATA            | 19 | Alfeu          |
| ATA            | 17 | Amaral         |
| ATA            | 20 | Servílio       |
| Técnico:       |    |                |
| Flávio Costa   |    |                |

| GOL            | 1  | Barbosa              |
| LD             | 2  | Dario                |
| ZAG            | 3  | Bellini              |
| ZAG            | 4  | Orlando              |
| LE             | 6  | Coronel              |
| VOL            | 5  | Écio Capovilla       |
| MEI            | 7  | Sabará               |
| MEI            | 8  | Rubens               |
| ATA            | 10 | Pinga                |
| ATA            | 11 | Almir Pernambuquinho |
| ATA            | 9  | Vavá                 |
| Substituições: |    |                      |
| ZAG            | 14 | Barbosinha           |
| ZAG            | 16 | Ortunho              |
| ZAG            | 13 | Viana                |
| Técnico:       |    |                      |
| Gradim         |    |                      |

## Classificação final
| Classificação | Classificação | Classificação | Classificação | Classificação | Classificação | Classificação | Classificação | Classificação | Classificação | Classificação |
| Time | Time          | PG            | J             | V             | E             | D             | GP            | GC            | SG            |               |
| --- | ------------- | ------------- | ------------- | ------------- | ------------- | ------------- | ------------- | ------------- | ------------- | ------------- |
| 1 | Vasco da Gama | 15            | 9             | 7             | 1             | 1             | 26            | 12            | 14            |               |
| 2 | Flamengo      | 13            | 9             | 6             | 1             | 2             | 24            | 15            | 9             |               |
| 3 | Corinthians   | 11            | 9             | 4             | 3             | 2             | 11            | 11            | 0             |               |
| 4 | São Paulo     | 10            | 9             | 4             | 2             | 3             | 28            | 19            | 9             |               |
| 5 | Botafogo      | 8             | 9             | 3             | 2             | 4             | 21            | 25            | -4            |               |
| 6 | Fluminense    | 8             | 9             | 3             | 2             | 4             | 10            | 16            | -6            |               |
| 7 | Santos        | 7             | 9             | 3             | 1             | 5             | 24            | 24            | 0             |               |
| 8 | Palmeiras     | 6             | 9             | 3             | 0             | 6             | 22            | 28            | -6            |               |
| 9 | America       | 6             | 9             | 3             | 0             | 6             | 15            | 25            | -10           |               |
| 10 | Portuguesa    | 6             | 9             | 2             | 2             | 5             | 13            | 22            | -9            |               |
| PG - pontos ganhos; J - jogos; V - vitórias; E - empates; D - derrotas; GP - gols pró; GC - gols contra; SG - saldo de gols |               |               |               |               |               |               |               |               |               |               |

## Premiação
| Torneio Rio-São Paulo de 1958         |
| ------------------------------------- |
| Vasco da Gama - CAMPEÃO - (1° título) |